# 니사크워츠카강
니사크워츠카강(폴란드어: Nysa Kłodzka, 독일어: Glatzer Neiße 글라처나이세[*], 체코어: Kladská Nisa 클라드스카니사[*])은 폴란드 서남부를 흐르는 강으로 길이는 181.7km, 유역 면적은 4,565 km2이다. 니사크워츠카강과 접한 주요 도시로는 미엥즐레시에, 브슈트츠차 크워츠카, 크워츠코, 바르도, 카미에니에츠 종프코비츠키, 파츠쿠프, 오트무호프, 니사, 레빈 브르제스키가 있다.

## 같이 보기
- 나이세강